# بیهاردانچ‌هازا
بیهاردانچ‌هازا (به مجاری:  Bihardancsháza) یک منطقهٔ مسکونی در مجارستان است که در ناحیه پوشپوک‌لادانی واقع شده‌است. بیهاردانچ‌هازا ۱۷۲ نفر جمعیت دارد.